# Pokémon 10: De Opkomst van Darkrai
De Opkomst van Darkrai (Engelse titel: The Rise of Darkrai) titel is de tiende animatiefilm uit de Pokémonreeks, geregisseerd door Kunihiko Yuyama. De originele Japanse titel luidt Dialga vs. Palkia vs. Darkrai, waarvan de drie Pokémon-namen naar de Amerikaanse situatie vertaald zijn.

## Verhaal
Het verhaal begint met een wetenschapper die uit een boek voorleest. Terwijl een Palkia en een Dialga vechten in een ruimte met allemaal Unown eromheen, ziet de wetenschapper allemaal onenigheden op zijn meter. Palkia raakt gewond door een aanval van Dialga.
Ash, Brock en Dawn komen aan bij Alamos Town en gaan met een luchtballon van ene Alice over de rivier naar de stad. Alice vertelt dat ze bladfluit speelt en laat wat horen. Ze zien de ruimte-tijd torens in de stad. Ze zijn gemaakt door de architect Godey; de linker toren is de ruimte-toren en de rechter toren is de tijd-toren. De wetenschapper ziet opnieuw allerlei onenigheden op zijn meter en plotseling begint alles te schudden. Na het schudden, besluit Alice een rondleiding te geven door de stad. Ze komen aan in de tuin van Godey. Wanneer de Pokémon ruzie beginnen te maken, fluit Alice op haar blad en alle dieren kalmeren. Ash, Brock, Dawn en Alice zien ineens dat de tuinpilaren zijn vernield. Baron Alberto verschijnt en zegt dat het Darkrai is geweest. Hij denkt hem te zien en valt aan met zijn Lickilicky. Het is echter niet Darkrai, maar Tonio de wetenschapper. Alberto zegt dat hij met Alice wil trouwen, maar Alice wil dat niet, omdat ze verliefd is op Tonio. Tonio voelt hetzelfde terug. Ondertussen vechten Dialga en Palkia nog steeds en na een grote explosie van twee botsende aanvallen, komen er rare krachten op aarde vrij. Darkrai verschijnt in de tuin. Alberto laat Lickilicky aanvallen, maar Darkrai ontwijkt hem en valt terug aan, maar raakt Ash. Ash valt in slaap en krijgt een nachtmerrie. Hij wordt wakker in een Pokémoncenter.
Tonio zit in zijn laboratorium en ziet een foto van Alicia, de oma van Alice, in het dagboek van Godey, zijn opa. Hij leest dat Alicia een gewonde Darkrai zag in de tuin van Godey lang geleden en dat zij toen op haar bladfluit speelde voor hem. Vanaf toen kwam Darkrai in de tuin wonen. Ondertussen geeft Alice een rondleiding door de ruimte-tijd torens. Ze gaan met zijn allen naar het laboratorium van Tonio wat onder de torens staat. Ze zien de foto van Alicia en achterop staat bladmuziek. Dawn ziet allemaal muziekschijven liggen voor in de klokkentoren en ze gaan met zijn allen naar boven om zo een muziekschijf te beluisteren.
Als Ash, Dawn, Brock, Alice en Tonio eenmaal weer buiten zijn, meet Tonio energieverstoringen uit een ander universum, tussen twee dimensies in. Er verschijnt een groot licht aan de hemel en Darkrai verschijnt. Alberto valt weer Darkrai aan en Darkrai valt terug aan en laat heel veel omstanders met zijn aanvallen in slaap vallen. Ash en Pikachu rennen weg, maar zien plotseling Pokémon door muren lopen. Alberto verschijnt ook en valt Darkrai weer aan, die vervolgens Lickilicky laat slapen. Ineens verandert Alberto in een Lickilicky. Iedereen ziet nu Pokémon door muren lopen. Volgens Tonio smelten de echte wereld en de droomwereld samen, waardoor onze dromen werkelijkheid worden. Weer komt er onregelmatigheid in de ruimte-tijd zone. Ook verschijnt er een mist om de stad; ze kunnen er niet meer uit. De mensen geven Darkrai de schuld, maar Alice en Tonio twijfelen. Tonio zegt dat Darkrai Alice vroeger heeft gered toen ze van een rots viel. Alice wist dit nooit, omdat ze dacht dat Tonio haar had gered. Terwijl de mensen nog steeds tegen Darkrai vechten en hij ze om beurten in slaap laat vallen, ontdekt Tonio met behulp van een satelliet dat alles fout ging en dat de droom-pokémon verschenen nadat het licht aan de hemel kwam. Toen kwam Palkia binnen.
Darkrai wilde alleen maar Palkia tegenhouden en wegjagen. Hij zoekt naar Palkia en vindt hem bij de ruimte-tijd torens, waar hij tegen hem vecht. Palkia veranderd hemel in een zwarte hemel met ringen erin onder andere. Hij heeft de stad naar een andere dimensie getransporteerd. Daardoor werden dromen werkelijkheid. Plotseling verdwijnen alle droombeelden en Alberto verandert weer in zichzelf.
Dialga verschijnt ineens en vecht met Palkia. Palkia was gewond en vluchtte naar de stad en bracht het in een andere dimensie om zichzelf te beschermen tegen Dialga. Tonio zegt dat dit allemaal beschreven stond in Godey’s dagboek. Dialga en Palkia vernietigen de stad en Darkrai probeert hen te stoppen. De stad verdwijnt langzaam. De muur rondom de stad valt uit elkaar en alles verdwijnt langzaam naar een andere dimensie. Volgens het dagboek liet Godey Oracíon achter, wat gebed betekent en een lied is wat achter op de foto van Alicia staat. Als dit lied gespeeld wordt laat het zelfs de ergste woede stoppen.
Ash, Brock, Dawn, Tonio en Alice gaan naar de ruimte-tijd torens om een muziekschijf te zoeken met hetzelfde symbool als dat van Oracíon. Terwijl zij met een luchtballon naar boven gaan om het liedje af te laten spelen, verzamelen de mensen uit de stad in de tuin van Godey. Door het vechten van Dialga en Palkia vallen Ash en Dawn uit de ballon en komen in de toren terecht. Tonio en Alice storten neer en komen op de brug terecht. Terwijl de toren langzaam verdwijnt rennen Ash, Dawn en hun Pokémon naar boven. Tonio zegt dat de dimensie vernietigd zal worden als er nog één botsing zal komen tussen Dialga en Palkia. Darkrai verschijnt weer en gaat tussen Dialga en Palkia in staan om hun aanvallen tegen te houden. Darkrai houdt dit echter niet en verdwijnt. Ash en Dawn komen boven en stoppen de schijf in de machine, maar er is te weinig stroom. Met behulp van Pachirisu en Pikachu krijgen ze genoeg stroom en spelen ze de schijf af.
De toren geeft ineens licht en Dialga en Palkia stoppen hun gevecht. Palkia geneest langzaam en Dialga verdwijnt. Palkia repareert de stad weer en brengt het terug naar de goede dimensie. Hierna verdwijnt ook Palkia. Ash, Brock, Dawn, Tonio en Alice nemen afscheid van Darkrai en zien plotseling de schaduw van Darkrai op de berg. Hij leeft nog en staat op de ruimte-tijd toren.

## Uitzendgegevens
In Nederland beleefde de film 30 en 31 augustus 2008 zijn Nederlandse première in attractiepark Walibi World, waar de dvd tevens gelijk exclusief verkrijgbaar was. Vanaf 1 september was de dvd in heel Nederland verkrijgbaar, uitgebracht door RCV Home Entertainment. Was in 2007 in Japanse bioscopen te zien.

## Nasynchronisatie
Sun Studio verzorgde de Nederlandse nasynchronisatie, tevens de eerste Pokémonfilm voor deze studio. De Nederlandse stemmenregie lag in handen van Hilde de Mildt.

### Rolverdeling
| Personages en stemacteurs | Personages en stemacteurs | Personages en stemacteurs | Personages en stemacteurs |
| Personage                 | Nederlands | Engels                    | Japans                    |
| ------------------------- | --- | ------------------------- | ------------------------- |
| Verteller                 | Jeroen Keers | Rodger Parsons            | Unshō Ishizuka            |
|                           | |                           |                           |
| Ash                       | Christa Lips | Sarah Natochenny          | Rica Matsumoto            |
| Dawn                      | Meghna Kumar | Emily Bauer               | Megumi Toyoguchi          |
| Brock                     | Fred Meijer | Bill Rogers               | Yūji Ueda                 |
|                           | |                           |                           |
| Pikachu                   | Ikue Ōtani | Ikue Ōtani                | Ikue Ōtani                |
| Jessie                    | Hilde de Mildt | Michele Knotz             | Megumi Hayashibara        |
| James                     | Paul Disbergen | Jimmy Zoppi               | Shinichirō Miki           |
| Meowth                    | Bas Keijzer | Jimmy Zoppi               | Inuko Inuyama             |
| overige                   | Cynthia de Graaf Donna Vrijhof Edward Reekers Filip Bolluyt Hilde de Mildt Jaco Kirchjunger Jannemien Cnossen Levi van Kempen Pim Koopman Thijs van Aken |                           |                           |

## Soundtrack
De Nederlandstalige titelsong Wij zijn helden werd gezongen door Marcel Veenendaal, en is een bewerking van het oorspronkelijk Amerikaanse We Will Be Heroes geschreven en gecomponeerd door John Loeffler en David Wolfert. Eindnummers zijn Vergeten zal ik je niet gezongen door Anneke Beukman (een bewerking van I'll Always Remember You) en Leven in de schaduw gezongen door Marcel Veenendaal (een bewerking van Living In The Shadow). De vertaling en bewerking van alle liedjes was van de hand van Bianca Steenhagen.
De achtergrondmuziek is van de hand van Shinji Miyazaki.

## Dvd
| Titel                              | Afleveringen | Verschijningsdatum                                                                                          | Talen             | Distributeur                          |
| ---------------------------------- | --- | --- | ----------------- | ------------------------------------- |
| Pokémon Film 1-10 (10 dvd's - box) | *Mew tegen Mewtwo (1) *Op eigen kracht (2) *In de greep van Unown (3) *4-Ever (4) *Helden (5) *Jirachi, droomtovenaar (6) *Doel Deoxys (7) *Lucario en het mysterie van Mew (8) *De tempel van de zee (9) *De opkomst van Darkrai (10) speelduur: ca. 900 minuten verpakking: halfdun dvd-dozen in een kartonnen hoes opmerkingen: betreft een heruitgave van de originele uitgaves zoals verkrijgbaar in 2009 | oktober 2009 (momenteel niet in de handel)                                                                  | Nederlands Engels | RCV Entertainment / Warner Home Video |
| Pokémon Film 8-10 (3 dvd's - box)  | *Lucario en het mysterie van Mew (8) *Pokémon Ranger en de tempel van de zee (9) *De opkomst van Darkrai (10) speelduur: ca. 295 minuten verpakking: standaard-dvd-dozen in een kartonnen hoes opmerkingen: geen keuzemenu's | 29/30 augustus 2009: - Pokémon Day excl. september 2009: - (reguliere handel) (momenteel niet in de handel) | Nederlands        | RCV Entertainment                     |
| Pokémon De 10de film Darkrai       | De opkomst van Darkrai speelduur: ca. 90 minuten verpakking: standaard-dvd-doos opmerkingen: geen keuzemenu | 1 september 2009 (momenteel niet in de handel)                                                              | Nederlands        | RCV Entertainment                     |